# Ulica Arrasowa we Wrocławiu
Ulica Arrasowa – jedna z ulic Starego Miasta we Wrocławiu.

## Położenie
Arrasowa położona jest w południowo-zachodniej części starego miasta w pobliżu dawnego Bastionu Sakwowego. Jest boczną ulicą Wierzbowej, niegdyś łączyła ją z ulicą Piotra Skargi, jednak wskutek zniszczeń wojennych w roku 1945 i późniejszego zabudowywania terenu domami wielorodzinnymi jej bieg ograniczono jedynie do krótkiego sięgacza.

## Nazwa
Do końca XVIII w. zamiennie stosowano dwie niemieckie nawy: Harnischgasse i Harrasgasse. Tę pierwszą nazwę można przetłumaczyć jako ulica Zbrojowa. Hermann Markgraf podaje, że pierwszym dokumentem, który podaje nazwę w takim brzmieniu jest umowa handlowa z datą 2 lutego 1687. Nazwa ta jednak powstała wskutek pomyłki, nic nie wskazuje aby miała ona związek z zajęciem jakim parali się mieszkańcy tej ulicy. Daniel Gomolcke – wrocławski topograf amator, który w latach trzydziestych XVIII w. wykonał trzytomowy opis miasta wymienia już nazwę w drugim brzmieniu i wskazuje naz związek z tkaczami zamieszkującymi ten zakątek miasta, trudniącymi się wyrobem arrasów. Polska nazwa została wprowadzona okólnikiem zarządu miasta w dniu 20 grudnia 1945.

## Historia
W XV w. ulicę i jej okolice zamieszkiwali barchaniarze, zabudowa była drewniana. Cała ulica uległa zniszczeniu w wyniku eksplozji prochu w Bastionie Sakwowym w dniu 16 grudnia 1757r. Ponownie została zniszczona w roku 1945 w czasie oblężenia miasta.

## Literatura
- Mateusz Goliński: Arrasowa. W: Encyklopedia Wrocławia. Wyd. III. Wrocław: Wydawnictwo Dolnośląskie, 2006, s. 45-46.
- Hermann Markgraf: Die Straßen Breslaus nach ihrer Geschichte und ihren Namen. Breslau: Verlag von E. Morgenstern, 1896, s. 68-69.